# 405 Dywizja (III Rzesza)
405 Dywizja – (niem. Division Nr. 405) jedna z niemieckich dywizji zapasowych z czasów II wojny światowej. Utworzona w październiku 1942 roku z przekształcenia 405 Dywizji do Zadań Specjalnych jako dywizja uzupełnień dla 155 Dywizji. Stacjonowała w Strasburgu i V Okręgu Wojskowym. Podlegała kolejno: LXIV Korpusowi Armijnemu, następnie XVIII Korpusowi SS (19 Armia (III Rzesza) w składzie Grupy Armii G).
Kolejni dowódcy:
- generał piechoty Otto Schellert
- generał porucznik Adolf Hüttmann
- generał porucznik Otto Tscherning
- generał porucznik Willy Seeger
- generał porucznik Karl Faulenbach

Skład w listopadzie 1942:
- 5 Pułk Uzupełnień Piechoty
- 35 Pułk Uzupełnień Piechoty
- 78 Pułk Uzupełnień Piechoty
- 403 Batalion Strzelców Krajowych
- 406 Batalion Strzelców Krajowych
- 427 Batalion Strzelców Krajowych
- 506 Batalion Strzelców Krajowych
- 25 Pułk Uzupełnień Artylerii
- 35 Batalion Uzupełnień Pionierów
- 5 Batalion Uzupełnień Kierowców
- 5 Budowlany Batalion Uzupełnień
- 5 Uzupełnieniowy Batalion Budowy Mostów
- 5 Batalion Uzupełnień Strzelców Krajowych